# Championnat de RDA de football (Bezirksliga) Francfort/Oder
La Bezirksliga Frankfurt/Oder fut une ligue de football à l’époque de l’ancienne RDA.
Elle couvrait le territoire du district (en allemand : Bezirk) de Francfort/Oder. Elle était située, dans l’actuel Land du Brandebourg.
Durant 31 des 38 saisons de son existence, cette ligue représenta le 3e niveau de la hiérarchie du football est-allemand. De la fin de saison 1954-1955 au terme de la compétition 1962-1963, elle fut le 4e niveau, en raison de la création de la II. DDR-Liga.

## Histoire
Avec la création de la République démocratique allemande, en octobre 1949, une ligue supérieure de football avait été mise sur pied par les autorités communistes dès la saison 1948-1949. Lors du championnat suivant, la plus haute division fut renommée DDR-Oberliga.

Les 15 Bezirke (districts) de 1952 à 1990.

Un an après cette ligue supérieure, la « section football » du Deutscher Sportausschuß (DS) (le comité chargé de la gestion et du contrôle des activités sportives en RDA) décida de constituer un second niveau. Celui-ci fut dénommé DDR-Liga.
En dessous de ces deux premiers niveaux, le football resta structuré sur base de la subdivision administrative du pays en Länder (Brandebourg, Mecklembourg, Saxe, Saxe-Anhalt et Thuringe) auxquels s’ajoutait la zone de Berlin-Est, choisi comme capitale de l’État.
En 1952, les autorités communistes modifièrent le découpage administratif de l’Allemagne de l’Est. Les Länder furent remplacés par 15 districts (en allemand : Bezirk) : District de Berlin, Dresde, Karl-Marx-Stadt, Leipzig, Gera, Erfurt, Suhl, Halle, Magdeburg, Cottbus, Potsdam, Frankfort/Oder, Neubrandenbourg, Schwerin, Rostock.
La structure sportive suivit le mouvement avec la création au sein de chaque Bezirk d’une division la plus haute appelée Bezirksliga.
Sous chaque Bezirksliga se trouvèrent des Bezirksklasse (dont le nombre varia selon la grandeur du district concerné).
La plupart du temps, la Bezirksliga fut jouée sous forme d’une série unique, mais il arriva que certaines comportent, temporairement deux tableaux ou plus.

## Palmarès

### 1952 à 1955 « (niveau 3) »
| Ordre | Saison    | Champion              | Nom actuel                | Promu | Remarques         |
| ----- | --------- | --------------------- | ------------------------- | ----- | ----------------- |
| 1     | 1952-1953 | BSG Einheit Seelow    | SV Victoria Seelow        | Non   |                   |
| 2     | 1953-1954 | BSG Stahl Stalinstadt | FC Stahl Eisenhüttenstadt | Oui   | promu en DDR-Liga |
| 3     | 1954-1955 | BSG Motor Eberswalde  | FV Motor Eberswalde       | Non   |                   |

### Tour de transition (1955)
À la fin du championnat 1954-1955, les autorités est-allemandes décidèrent que les compétitions suivraient le modèle soviétique. C'est-à-dire qu’elles débutèrent au début du printemps et se terminèrent à la fin de l’automne de la même année calendrier. Durant l’automne 1955, il fut disputé un tour de transition (en allemand : Übergangsrunde) sans montée ni descente. Ce système s’arrêta après la saison 1960. Les compétitions reprirent alors selon un schéma plus conventionnel à partir de la fin de l’été 1961, soit huit mois après la fin de la saison précédente.
| Ordre | Saison | Champion             | Nom actuel          | Promu | Remarques                       |
| ----- | ------ | -------------------- | ------------------- | ----- | ------------------------------- |
| x     | 1955   | BSG Motor Eberswalde | FV Motor Eberswalde |       | Pas de montant ou de descendant |

### 1956 à 1963 « (niveau 4) »
En 1955, en plus du passage au modèle soviétique, les dirigeants communistes scindèrent la DDR-Liga, directement supérieure aux Bezirksligen. Si dans l’esprit des politiciens la DDR-Liga n’était que partagée en deux, il était clair que chaque Bezirksliga devint de facto une Division 4.
À partir de la saison 1958 et jusqu’à sa dissolution auterme du championnat 1962-1963 la II. DDR-Liga directement supérieure compta 5 séries. Les 15 champions de Bezirksliga y furent directement promus. En dehors de cette période, un tour final entre les champions de Bezirksliga désigna les montants.
Lors des championnats 1959 et 1960, la Bezirksliga Francfort/Oder se joua en deux groupes, dont les vainqueurs jouèrent une finale pour désigner le champion (Bezirksmeister).
| Ordre | Saison    | Champion                      | Nom actuel                | Promu | Remarques                                    |
| ----- | --------- | ----------------------------- | ------------------------- | ----- | -------------------------------------------- |
| 4     | 1956      | BSG Motor Eberswalde          | FV Motor Eberswalde       | Non   |                                              |
| 5     | 1957      | BSG Motor Eberswalde          | FV Motor Eberswalde       | Oui   | Promu en II. DDR-Liga                        |
| 6     | 1958      | BSG Turbine Finkenheerd       | SV Turbine Finkenheerd    | Oui   | Promu en II. DDR-Liga                        |
| 7     | 1959      | BSG Empor Fürstenwalde        | FSV Union Fürstenwalde    | Oui   | Promu en II. DDR-Liga                        |
| 8     | 1960      | BSG Motor Eberswalde          | FV Motor Eberswalde       | Oui   | Promu en II. DDR-Liga                        |
| 9     | 1961-1962 | BSG Stahl Eisenhüttenstadt II | FC Stahl Eisenhüttenstadt | Oui   | Promu en II. DDR-Liga avec son vice-champion |
| 10    | 1962-1963 | TSG Fürstenwalde              | FSV Union Fürstenwalde    | Non   |                                              |

### 1963 à 1991 « (niveau 3) »
À la suite de la dissolution de la II. DDR-Liga à la fin de la saison 1962-1963, chaque Bezirksliga redevint la Division 3.
À partir de la saison 1971-1972 et jusqu’au terme du championnat 1982-1983 la DDR-Liga directement supérieure compta 5 séries. Les 15 champions de Bezirksliga y furent directement promus. En dehors de cette période, un tour final entre les champions de Bezirksliga désigna les montants.
De la saison 1978-1979 jusqu'au terme du championnat 1982-1983, la Bezirksliga Frankfurt/Oder se joua en deux groupes. Les deux vainqueurs disputèrent une finale pour désigner le champion.
| Ordre | Saison    | Champion                          | Nom actuel                      | Promu | Remarques                                                       |
| ----- | --------- | --------------------------------- | ------------------------------- | ----- | --------------------------------------------------------------- |
| 11    | 1963-1964 | BSG Motor Eberswalde              | FV Motor Eberswalde             | Non   |                                                                 |
| 12    | 1964-1965 | BSG Motor Eberswalde              | FV Motor Eberswalde             | Non   |                                                                 |
| 13    | 1965-1966 | BSG Motor Eberswalde              | FV Motor Eberswalde             | Non   |                                                                 |
| 14    | 1966-1967 | SG Dynamo Frankfurt/Oder          | Disparu                         | Non   |                                                                 |
| 15    | 1967-1968 | BSG Motor Eberswalde              | FV Motor Eberswalde             | Non   |                                                                 |
| 16    | 1968-1969 | BSG Stahl Eisenhüttenstadt II     | FC Stahl Eisenhüttenstadt       | Non   | Promu en DDR-Liga                                               |
| 17    | 1969-1970 | BSG Motor Eberswalde              | FV Motor Eberswalde             | Non   |                                                                 |
| 18    | 1970-1971 | BSG Stahl Eisenhüttenstadt        | FC Stahl Eisenhüttenstadt       | Oui   | Promu en DDR-Liga avec son vice-champion                        |
| 19    | 1971-1972 | BSG Motor Eberswalde              | FV Motor Eberswalde             | Oui   | Promu en DDR-Liga                                               |
| 20    | 1972-1973 | BSG Aufbau Schwedt                | FC Schwedt 02                   | Oui   | Promu en DDR-Liga                                               |
| 21    | 1973-1974 | BSG Stahl Finow                   | FV Stahl Finow                  | Oui   | Promu en DDR-Liga                                               |
| 22    | 1974-1975 | BSG Motor Eberswalde              | FV Motor Eberswalde             | Oui   | Promu en DDR-Liga                                               |
| 23    | 1975-1976 | BSG Aufbau Schwedt                | FC Schwedt 02                   | Oui   | Promu en DDR-Liga                                               |
| 24    | 1976-1977 | BSG Traktor Gross Lindow          | SV Blau-Weiss Gross Lindow 1909 | Oui   | Promu en DDR-Liga                                               |
| 25    | 1977-1978 | BSG Halbleiterwerk Frankfurt/Oder | SV Preussen Frankfurt/Oder      | Oui   | Promu en DDR-Liga                                               |
| 26    | 1978-1979 | FC Vorwärts Frankfurt/Oder II     | FC Viktoria Francfort           | Non   | Le vice-champion, SG Dynamo Fürstenwalde, fut promu en DDR-Liga |
| 27    | 1979-1980 | BSG Motor Eberswalde              | FV Motor Eberswalde             | Oui   | Promu en DDR-Liga                                               |
| 28    | 1980-1981 | BSG Stahl Finow                   | FV Stahl Finow                  | Oui   | Promu en DDR-Liga                                               |
| 29    | 1981-1982 | BSG Halbleiterwerk Frankfurt/Oder | SV Preussen Frankfurt/Oder      | Oui   | Promu en DDR-Liga                                               |
| 30    | 1982-1983 | BSG Motor Eberswalde              | FV Motor Eberswalde             | Oui   | Promu en DDR-Liga                                               |
| 31    | 1983-1984 | FC Vorwärts Frankfurt/Oder II     | FC Viktoria Francfort           | Oui   |                                                                 |
| 32    | 1984-1985 | BSG Motor Eberswalde              | FV Motor Eberswalde             | Non   |                                                                 |
| 33    | 1985-1986 | BSG Motor Eberswalde              | FV Motor Eberswalde             | Non   |                                                                 |
| 34    | 1986-1987 | BSG Motor Eberswalde              | FV Motor Eberswalde             | Non   |                                                                 |
| 35    | 1987-1988 | BSG Chemie PCK Schwedt            | FC Schwedt 02                   | Non   |                                                                 |
| 36    | 1988-1989 | BSG Motor Eberswalde              | FV Motor Eberswalde             | Non   |                                                                 |
| 37    | 1989-1990 | BSG Motor Eberswalde              | FV Motor Eberswalde             | Oui   | Promu en NOFV-Liga                                              |
| 38    | 1990-1991 | BSG Lokomotive Fürstenwalde       | FSV Union Fürstenwalde          | Non   |                                                                 |

## Classements des champions
Douze entités différentes remportèrent le titre de la Bezirksliga Frankfurt/Oder. Le Motor Eberswalde fut le plus titré et fut même le plus sacré de toutes les Bezirksligen, avec le total record de 18 titres sur un total de 38 saisons d'existence de ces ligues et du "Tour de transition" de l'automne 1955 :
| Ordre | Clubs                             | Nom actuel                      | Titres | Autres appellations |
| ----- | --------------------------------- | ------------------------------- | ------ | --- |
| 1     | BSG Motor Eberswalde              | FV Motor Eberswalde             | 18     | ZSG Eberswalde Nord, ZSG Eintracht Eberswalde, BSG Stahl Eberswalde |
| 2     | Emport/Chemie PCK Schwedt         | FC Schwedt 02                   | 3      | SG Schwedt, BSG KWU Schwedt, BSG Traktor Schwedt, BSG Rotation Schwedt qui fut rassemblé en 1966 avec le BSG Erdöl pour former BSG Aufbau Schwedt. En juillet 1977 le BSG Erdöl redevint une entité à part entière qui un mois plus tard fut nommé BSG Chemie PCK Schwedt puis SSV PCK Schwedt en juillet 1990 mais sans section football, le FSV PCK Schwedt fut alors constitué qui devint 1. FC Schwedt qui s'associa en 1998 avec le VSG 90 Schwedt pour former l’UFC Schwedt puis en 2002 avec le VfB 1994 Schwedt pour FC Schwedt 02. |
| 3     | BSG Stahl Eisenhüttenstadt        | FC Stahl Eisenhüttenstadt       | 2      | BSG Stahl Fürstenberg, BSG Stahl Stalinstadt, BSG Stahl Eisenhüttenstadt |
| 4     | BSG Stahl Eisenhüttenstadt II     | FC Stahl Eisenhüttenstadt       | 2      | |
| 5     | BSG Stahl Finow                   | FV Stahl Finow                  | 2      | SG Finow |
| 6     | BSG Halbleiterwerk Frankfurt/Oder | SV Preussen Frankfurt/Oder      | 2      | succéda le 31/08/1970 au BSG Motor Frankfurt/Oder (fondé le 22/05/1959) |
| 7     | FC Vorwärts Frankfurt/Oder II     | FC Viktoria Frankfurt           | 2      | ex-FC Vorwärts Berlin |
| 8     | Empor/Lokomotive Fürstenwalde     | FSV Union Fürstenwalde          | 2      | SG Union Fürstenwalde, 1961 fusion avec BSG Motor Fürstenwalde pour former TSG Fürstenwalde, 1971 fusion avec SG Dynamo Frankfurt/Oder pour former SG Dynamo Fürstenwalde, 1989 renommé BSG Lokomotive Fürstenwalde |
| 9     | BSG Traktor Gross Lindow          | SV Blau-Weiss Gross Lindow 1909 | 1      | SG Lindow qui fusionna avec SG Finkenheerd pour former ISG Lindow-Finkenheerd. En 1954, Lindow de nouveau indépendant comme SG Gross Lindow puis BSG Traktor Gross Lindow |
| 10    | BSG Turbine Finkenheerd           | SV Turbine Finkenheerd          | 1      | SG Finkenheerd qui fusionna avec SG Lindow pour former ISG Lindow-Finkenheerd qui devint ZSG Glückauf Lindow-Finkenheerd, un mois plus tard BSG Glückauf Lindow-Finkenheerd, puis en 1950 BSG Aktivist Lindow-Finkenheerd et enfin BSG Turbine Finkenheerd (en 1954 Lindow de nouveau indépendant) |
| 11    | SG Dynamo Frankfurt/Oder          | Disparu                         | 1      | |
| 12    | BSG Einheit Seelow                | SV Victoria Seelow              | 1      | en 1960 Aufbau Seelow, Einheit Seelow et Traktor Seelow sont réunis pour former TSG Seelow |